# Ebersdorf bei Coburg
Ebersdorf bei Coburg är en kommun och ort i Landkreis Coburg i Regierungsbezirk Oberfranken i förbundslandet Bayern i Tyskland.